# Odonteus gandhara
Odonteus gandhara là một loài bọ cánh cứng trong họ Geotrupidae. Loài này được Carpaneto & Mignani miêu tả khoa học năm 2005.